# Alopecurus plettkei
Alopecurus plettkei är en gräsart som beskrevs av Johannes Mattfeld. Alopecurus plettkei ingår i släktet kavlen, och familjen gräs. Inga underarter finns listade i Catalogue of Life.